# Burra Voe (Northmavine)
Burra Voe ist eine Bucht (Voe) im Norden von Mainland, der Hauptinsel der zu Schottland zählenden Shetlands. Der landseitige Teil gehört zur Halbinsel North Roe und liegt im Gebiet der Community Council Area Northmavine. Entlang des nördlichen und westlichen Ufers erstreckt sich die Ortschaft North Roe, hier findet sich auch ein kleiner Landungssteg.
Burra Voe hat eine fast quadratische Form, ihre Ausmaße betragen etwa 800 auf 800 Meter. Die drei landwärtigen Ecken sind durch Kiesstrände (Ayres), die sich zu Nehrungen entwickelt haben, gerundet. Hinter ihnen liegen als Lagunen im Norden der Loch of Beith, im Westen der Loch of the North Haa. Im Süden findet sich dahinter der Mündungstrichter des Burn of Housetter. Die vierte Ecke im Osten öffnet sich mit einer Breite von 600 Metern zum Yell Sound, der der Nordsee zugerechnet wird. Zwei weitere kleine Inseln liegen unmittelbar nordöstlich vorgelagert, sie heißen South Holm of Burravoe und North Holm of Burravoe. Die Begrenzung der Bucht bilden zwei Halbinseln: Ness of Houlland im Süden sowie Ness of Burravoe im Osten.